# Arthur Gustafson
Arthur Wilhelm Gustafsson (i riksdagen kallad Gustafson i Kasenberg), från 1938 Casenberg, född 4 mars 1870 i Råda församling, Göteborgs och Bohus län, död 27 oktober 1957 i Åmåls landsförsamling, Älvsborgs län, var en svensk lantbrukare och riksdagspolitiker.
Han var son till Gustaf Andersson (1828–1908) och Johanna Olsson (1840–1913). Han gifte sig 1908 med Maja Andersson (1886–1955), dotter till torparen Anders August Persson och Kristina Tyberg. Han antog efternamnet Casenberg 1938.
Gustafsson var ägare av Kasenberg med kvarn och kraftstation, en gård utanför Åmål som 1945 omfattade cirka 100 hektar. Han var riksdagsledamot i andra kammaren för Älvsborg läns norra valkrets åren 1915–1919 och 1921–1940. Han tillhörde lantmanna- och borgarepartiet fram till 1934 och därefter högerns riksdagsgrupp.
Riksdagsarbetet resulterade i 64 egna motioner, främst om jordbruk, särskilt dess finansiering, samt vägar och skatter. En motion åsyftade utredning av bolagens jordförvärv i Dalsland, en annan åtgärder för reumatismens bekämpande.